# Lovell Birge Harrison
Lovell Birge Harrison (né le 28 octobre 1854 à Philadelphie (Pennsylvanie) et mort en 1929 à Woodstock), est un peintre de paysages (principalement de style tonaliste), écrivain et enseignant américain. Il est le frère du peintre Thomas Alexander Harrison.

## Biographie
Lovell Birge Harrison étudia d'abord à la Pennsylvania Academy of Fine Arts en 1874, et plus tard il fut influencé par Thomas Eakins. Il se rendit ensuite à Paris sur les conseils de John Singer Sargent pour étudier avec Carolus-Duran et à l'École des Beaux-Arts de Paris avec Alexandre Cabanel, où il côtoie notamment Jules Bastien-Lepage qui influence sa technique de peinture des paysages. Il séjourne un temps, ainsi que son frère Thomas Alexander Harrison, à Pont-Aven et Concarneau, ainsi qu'à Grez-sur-Loing. En 1881, Lovell Birge Harrison expose au Salon de Paris , et en 1882 sa toile Novembre, est l'une des premières peintures d'un artiste américain à être achetée par l'état français.

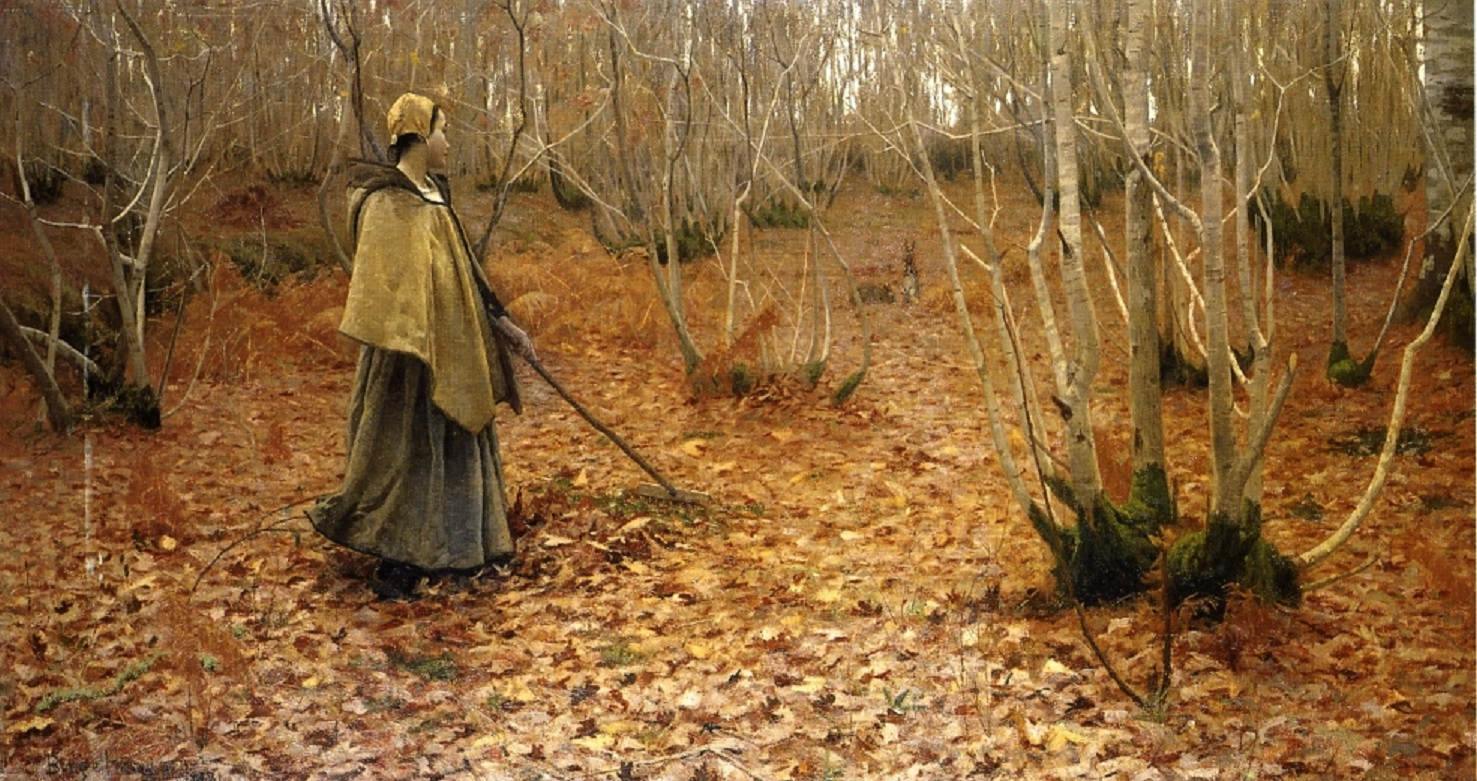
Lovell Birge Harrison : Novembre (musée des beaux-arts de Rennes)

Lovell Birge Harrison rencontre la peintre australienne Eleanor Ritchie avec laquelle il se marie et, ensemble, ils retournent aux États-Unis, ; il présente chaque année des tableaux  à la National Academy of Design et, après 1889, à la Pennsylvania Academy of the Fine Arts, mais doit arrêter de peindre à cause de ses problèmes de santé. Il voyage entre 1889 et 1893 en Australie, dans les Mers du Sud, le Nouveau-Mexique, tout en écrivant et publiant de nombreux articles. En 1891, il s'installe avec son épouse en Californie, mais celle-ci meurt en 1895. Il se remarie, déménage à Plymouth dans le Massachusetts,; et devient l'un des chefs de file de l'école tonaliste. Il déménage à nouveau pour s'installer à Woodstock (état de New-York) où il fonde l'École d'été Art Students League, où étudie entre autres sa nièce Margaret Fulton Spencer. Il devient alors un peintre connu, surtout pour ses paysages sous la neige.
Il reçoit de nombreux prix et médailles, dont la médaille d'or de la Pennsylvania Academy of Fine Arts en 1910, année où il devient également membre de la National Academy of Design, puis de la American Academy of Arts and Letters, du New York Water Color Club, de la Society of American Artists, et directeur de l'école du paysage de l'Art Students League.
En 1909 , les conférences de Harrison ont été publiés dans un livre intitulé Landscape Painting, considéré comme un ouvrage de référence pour les étudiants. Selon l'historien de l'art américain William H. Gerdts, Lovel Birge Harrison fut en son temps « le principal écrivain contemporain en Amérique pour la peinture de paysage » ; l'écriture de Harrison révèle un intérêt dans la perception rétinienne de la couleur, et en harmonie tonale, il croyait que le terme "impressionnisme" décrivait non seulement de l'évolution récente de la peinture française, mais désignait tout travail fait "honnêtement et sincèrement" devant la nature. La peinture de Lovel Birge Harrison illustre les leçons qu'il a enseignées, mettant l'accent sur la pratique de l'observation en plein air.

## Œuvres
- Un artiste à son chevalet (1882)
- Frosty Morning
- A Puff of Steam (1910)
- A Winter Dream
- The Red Mill at Cos Cob

La liste ci-après est très incomplète :
- Winter twilight (1910, 30 x 40 cm)
- Meadow in the Connecticut
- November (1881, musée des beaux-arts de Rennes, France)

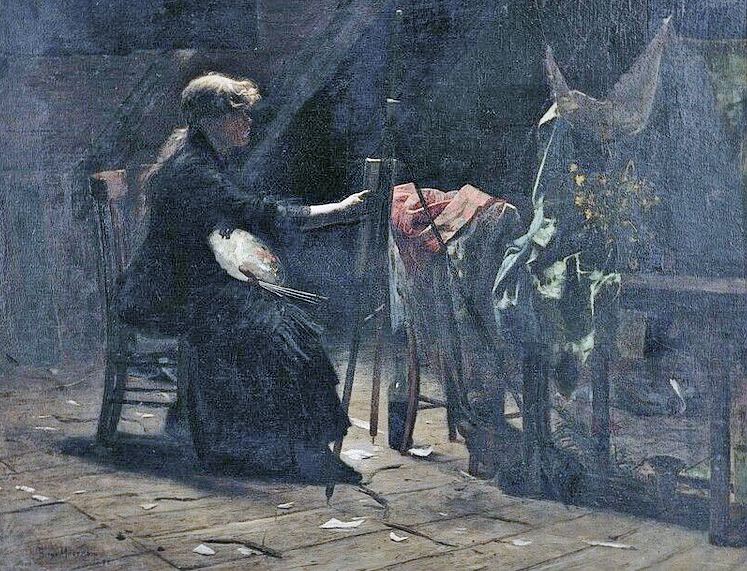
Un artiste à son chevalet (1882)
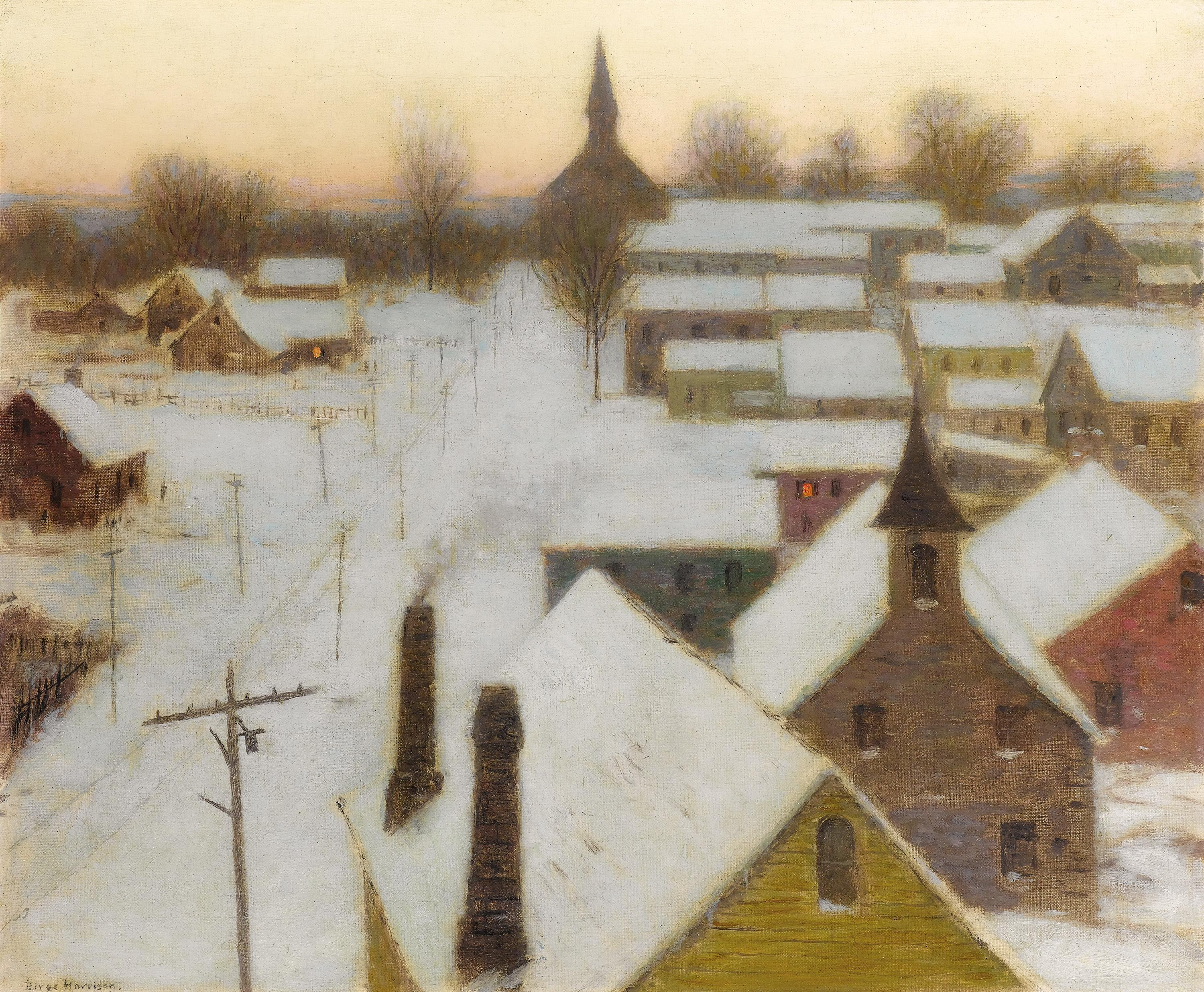
Frosty Morning
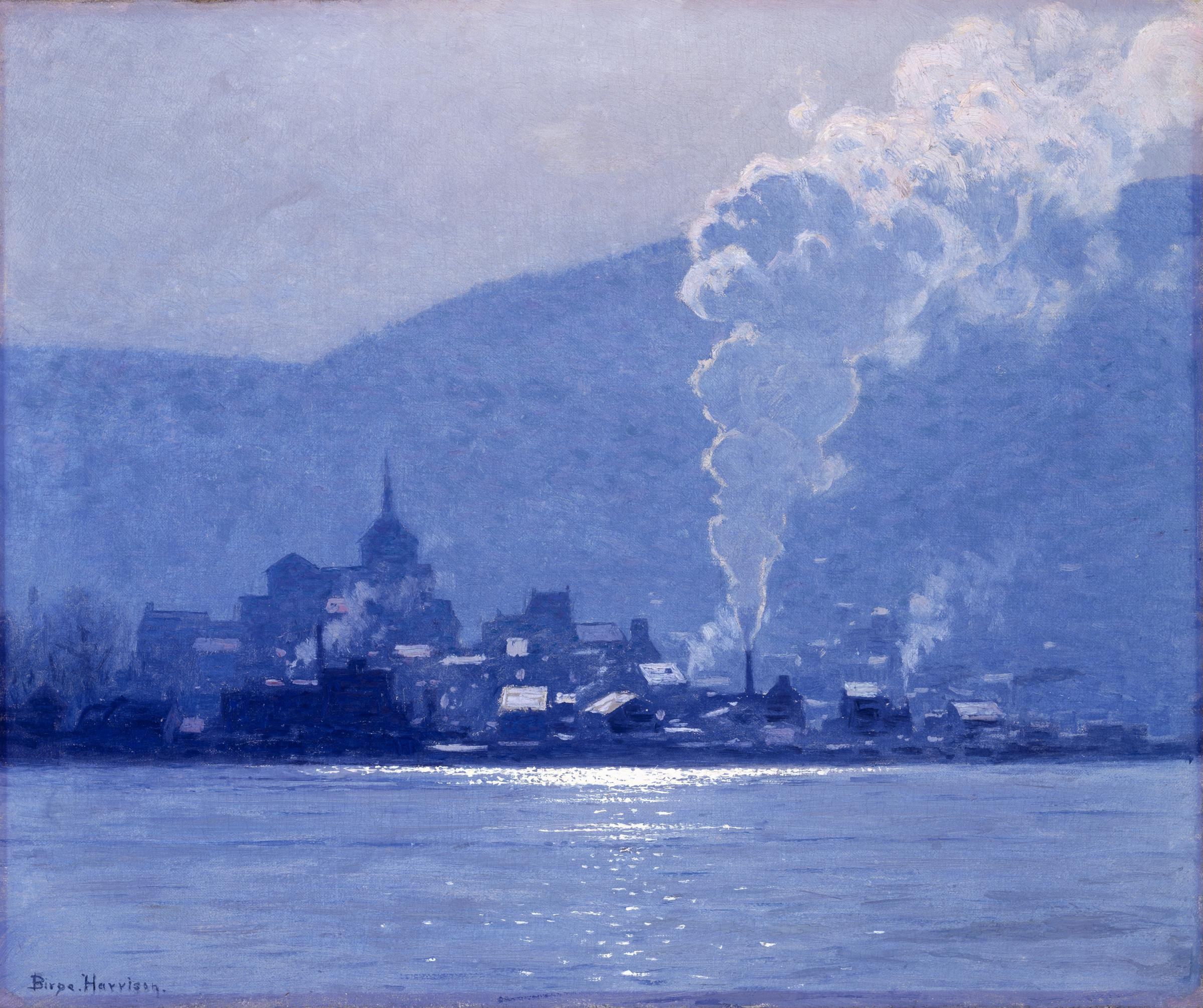
A Puff of Steam (1910)

- Moonlight over a pond[6]
- The ice harvest (1907)[7]
- Le moulin rouge (1909)[8]
- Fifth Avenue in Winter[9].
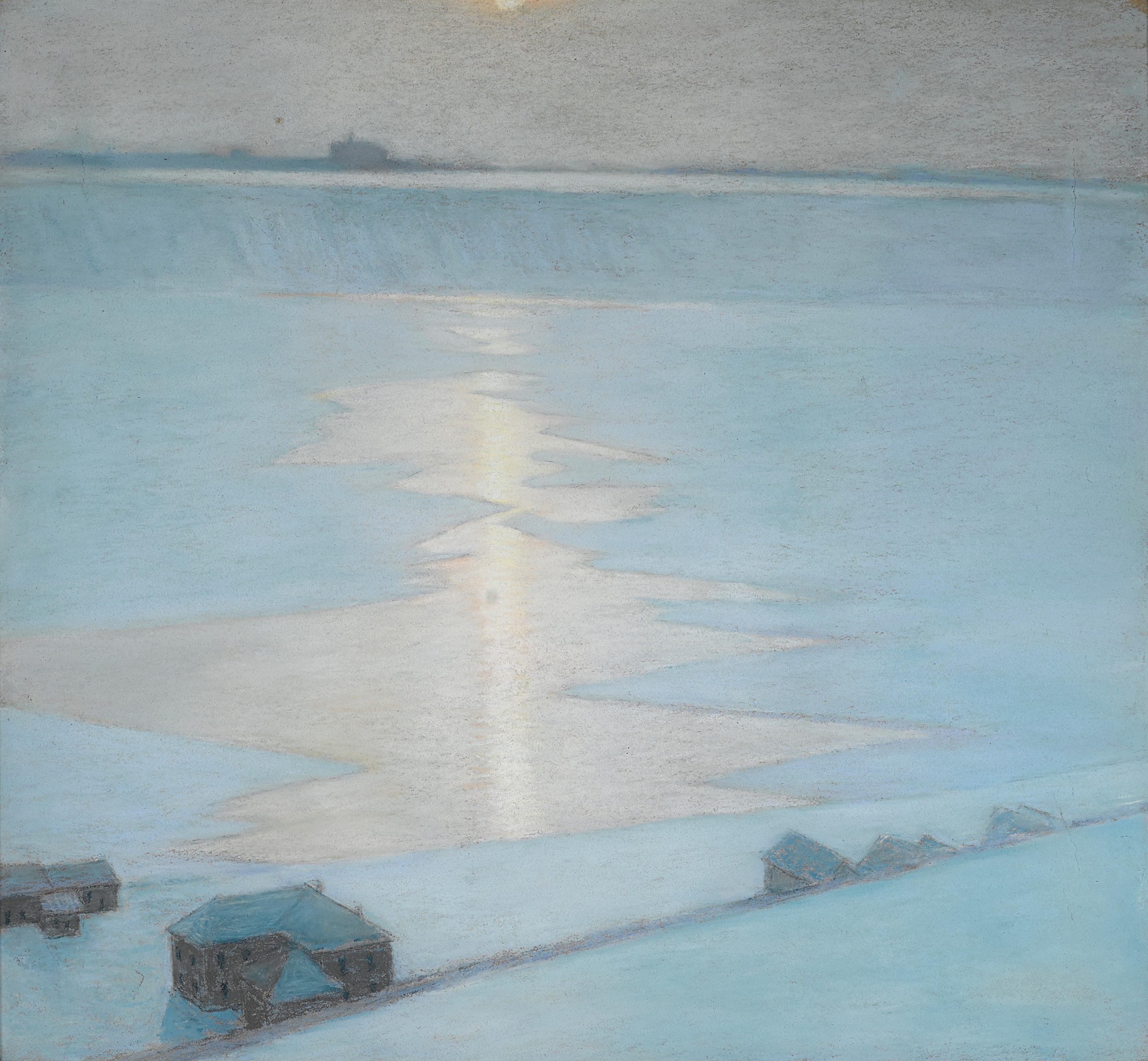
A Winter Evening Walk
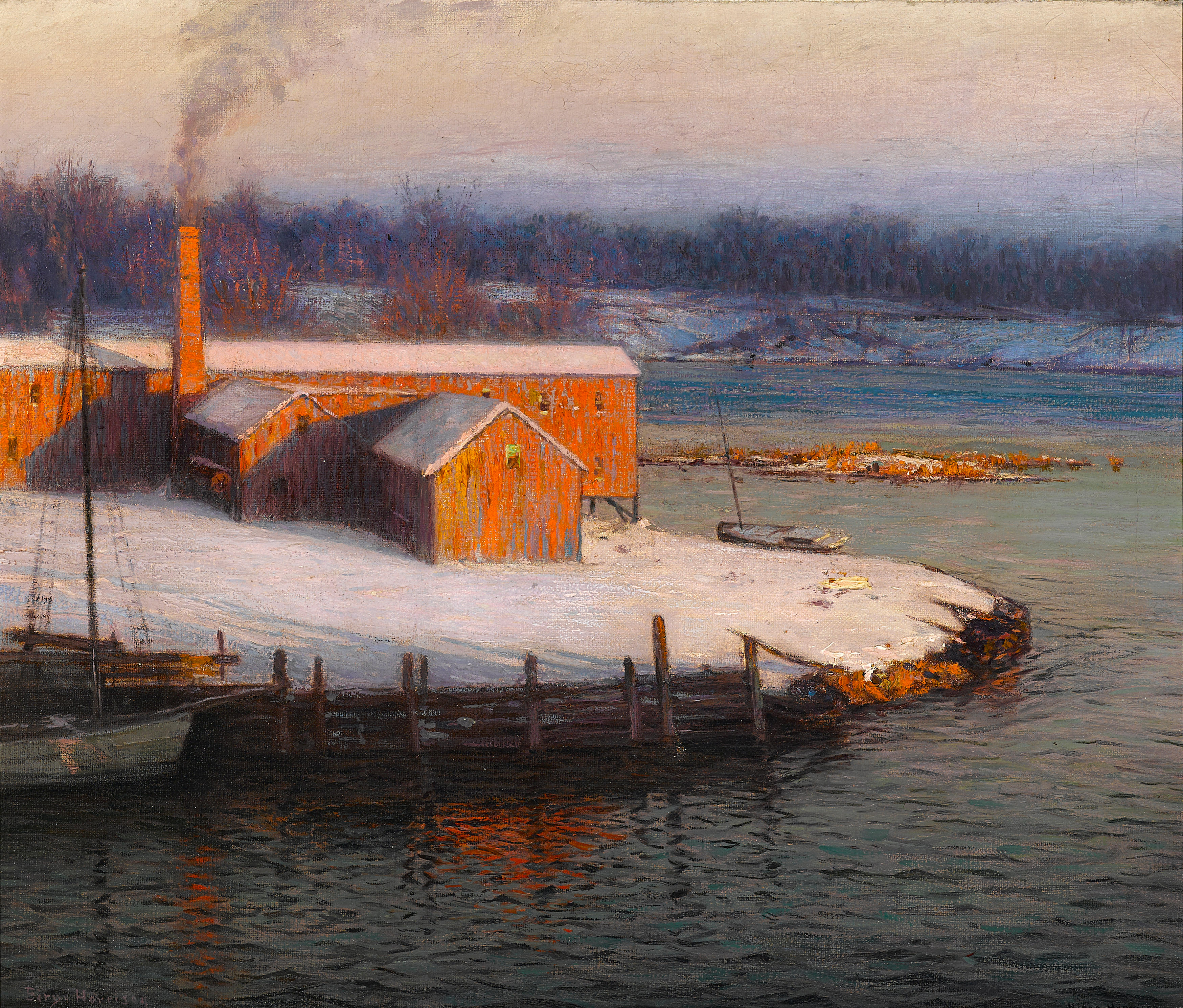
The Red Mill at Cos Cob

- The ice harvest[11]
- Winer twilight[12]